# Braemia vittata
Braemia vittata là một loài thực vật có hoa trong họ Lan. Loài này được (Lindl.) Jenny mô tả khoa học đầu tiên năm 1985.

## Hình ảnh

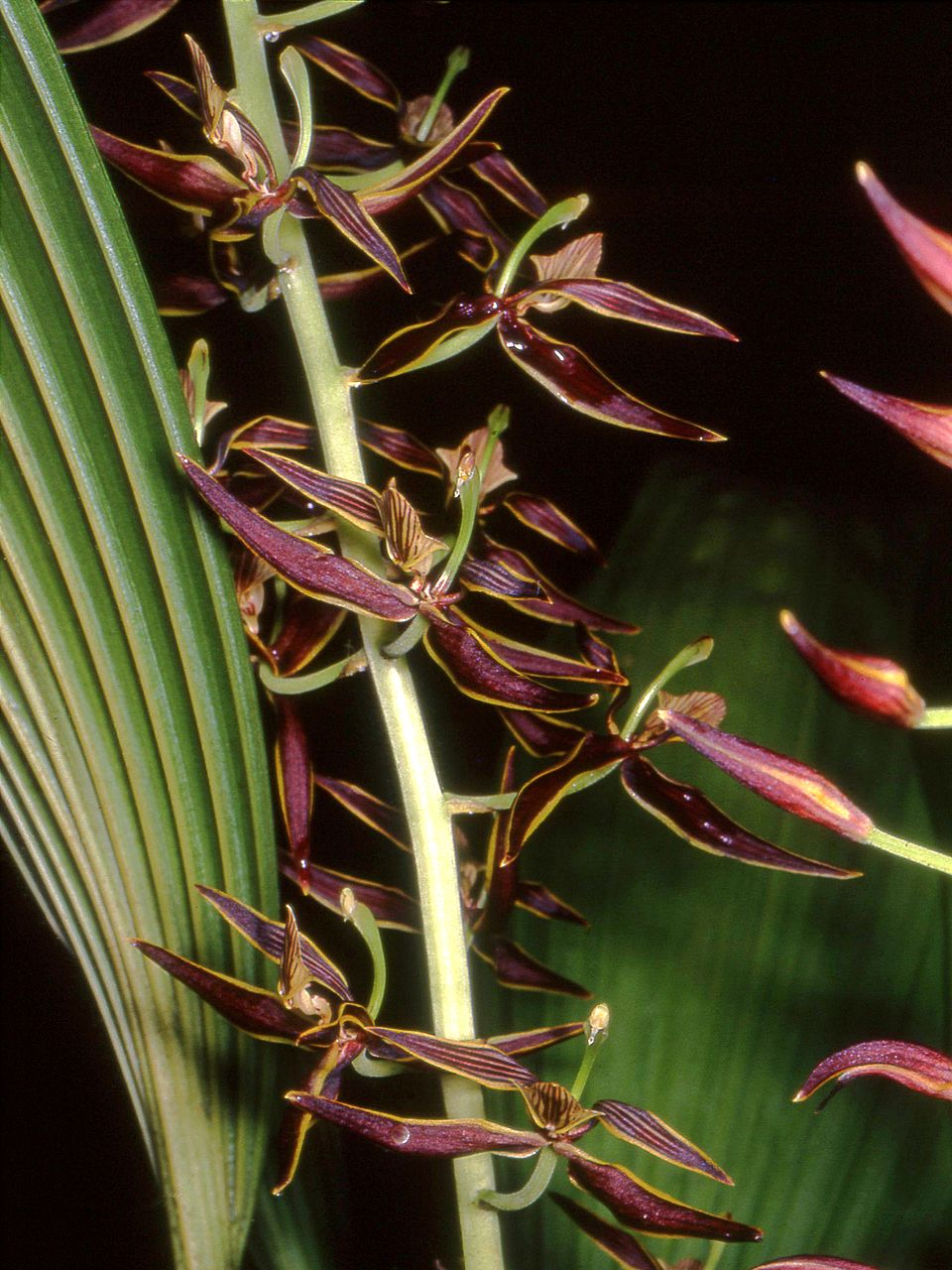
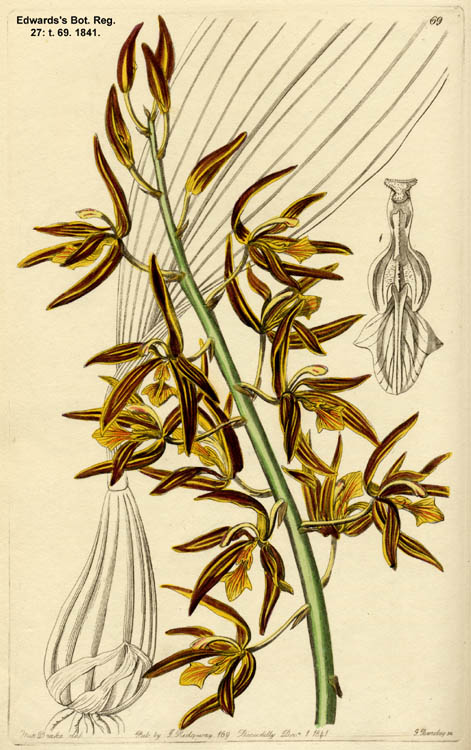